# دوري كرة القدم الغربي 1983–84
دوري كرة القدم الغربي 1983–84 (بالإنجليزية: 1983–84 Western Football League)‏ هو موسم من دوري كرة القدم الغربي ‏. فاز فيه Exmouth Town F.C. ‏.